# Кунева, Константина
Константина Кунева (греч. Κωνσταντίνα Κούνεβα, болг. Константина Кунева; род. 1964, Силистра, также известна как Костадинка Кунева) — греческая активистка болгарского происхождения, профсоюзный деятель, депутат Европарламента от Греции (по списку Коалиции радикальных левых «ΣΥΡΙΖΑ») с 2014 года.
Закончила Велико-Тырновский университет им. св. Кирилла и Мефодия по специальности «История». Переехала в Грецию в 2001 году. Работает уборщицей в метрополитене в Афинах.
В качестве генерального секретаря Афинского союза уборщиков и дворников защищает права работников этой отрасли. В связи со своей профсоюзной деятельностью неоднократно получала угрозы, включая угрозу физической расправы и даже смерти. Двое неизвестных мужчин облили ее серной кислотой 22 декабря 2008 года, в результате чего Кунева получила ожоги лица, рук и спины, а также серьезную угрозу потери зрения.
Этот акт насилия был расценен как самое жестокое нападение на лидера профсоюза за последние 50 лет. Он стал поводом для новых уличных протестов в продолжение начавшихся двумя неделями ранее массовых беспорядков. Протесты продолжались по крайней мере до 22 января 2009 года, и в них приняли участие до 3000 человек, а полиция использовала газ для их разгона.
После восстановления здоровья Кунева продолжила профсоюзную деятельность. На выборах членов Европейского парламента 25 мая 2014 года была избрана евродепутатом по списку левосоциалистической партии СИРИЗА (группа Европейские объединённые левые / Лево-зелёные Севера).